# Lipocarpha constricta
Lipocarpha constricta är en halvgräsart som beskrevs av Paul Goetghebeur. Lipocarpha constricta ingår i släktet Lipocarpha och familjen halvgräs. Inga underarter finns listade i Catalogue of Life.